# Mosquée de Louvain-la-Neuve
La mosquée de Louvain-la-Neuve est un édifice religieux musulman situé à Louvain-la-Neuve, section de la ville belge d'Ottignies-Louvain-la-Neuve, en Brabant wallon.

## Localisation
La mosquée se situe au n° 12 de l'avenue Georges Lemaître aux confins des quartiers du Biéreau et de la Baraque, à proximité de la place Sainte-Barbe, de la gare, du centre commercial Esplanade, de l'antenne administrative de la Ville et de la maison des jeunes,,,.
La mosquée est située sur le territoire de Louvain-la-Neuve mais pas sur le campus de l'UCLouvain, qui est propriétaire de la plupart des terrains de Louvain-la-Neuve mais pas de tous.

## Historique
Depuis 1980, les cinq prières quotidiennes et le prêche du vendredi midi se déroulent dans le local du Cercle des étudiants musulmans, à la place des Sports contre le Complexe sportif de Blocry dans le quartier de l'Hocaille, où la communauté musulmane d'Ottignies-Louvain-la-Neuve ne dispose que d'un petit studio de 43 m2 qui ne possède pas de mur en diagonale pour s'orienter vers la Mecque,,,,,. Ce lieu  ne possède pas d'espaces de prière distincts pour les femmes et pour les hommes comme c'est l'usage, une simple tenture isolant les femmes des hommes, leur créant un espace d'une dizaine de mètres carrés.
Des démarches sont entreprises en 1999 par l'Association sans but lucratif « Centre culturel islamique d'Ottignies-Louvain-la-Neuve » pour construire une mosquée,.
Le projet est confié à l'architecte bruxellois Miloud Bouzahzah, spécialisé dans la construction et la rénovation de mosquées,.
Selon le président de l'ASBL, Mourad Bellal, l'UCL « a d'abord octroyé un terrain à côté de la place Polyvalente. Les plans de la mosquée étaient presque finalisés quand l'Université a revu sa localisation ».
Des contacts ont lieu avec l'Association des Habitants de Louvain-la-Neuve pour défendre le projet auprès de ceux qui y étaient opposés au départ.
Après des années d'attente et d'obstacles urbanistiques et financiers,, le permis de bâtir est délivré au printemps 2009, les travaux débutent en mars 2011, la première pierre est posée le 30 avril 2011 et la mosquée est inaugurée le 31 mai 2016,,,,.
L'inauguration s'inscrit « dans un moment particulier, un peu plus de deux mois après les attentats du 22 mars 2016 à Bruxelles commis par des fanatiques ». Elle a lieu en présence du gouverneur de la province du Brabant wallon Gilles Mahieu, de hauts représentants de l'Université catholique de Louvain, de Salah Echallaoui le président de l'Exécutif des musulmans de Belgique, de Jean-Luc Hudsyn, évêque auxiliaire du Brabant wallon, de Philippe Markiewicz, président du Consistoire central israélite de Belgique, et de diplomates de pays musulmans.

## Financement de la construction
C'est la communauté musulmane qui a payé la construction de la mosquée par ses dons et ses contributions bénévoles, sans bénéficier d'aucun subside,,. Des femmes ont vendu leurs bijoux pour la construction de l'édifice et des finitions ont été réalisées par les fidèles.

## Valeurs et objectifs
Selon le journaliste Jean-Claude Hennuy : « Considérée comme modérée, ouverte et représentative d'un islam de Belgique, la nouvelle mosquée de Louvain-la-Neuve joue la carte du dialogue et du vivre-ensemble. La salle polyvalente servira notamment à des projets de promotion du vivre-ensemble, à des associations islamo-chrétiennes et à l'ASBL Agir ensemble ».
Une volonté existe d'inscrire cette mosquée au sein d'une collaboration interculturelle effective, sereine et régulière.
Le bâtiment n'est pas qu'un lieu de culte : c'est aussi un espace social, un lieu d'accueil, d'entraide, de réunions, de conférences et d'expositions.

## Architecture

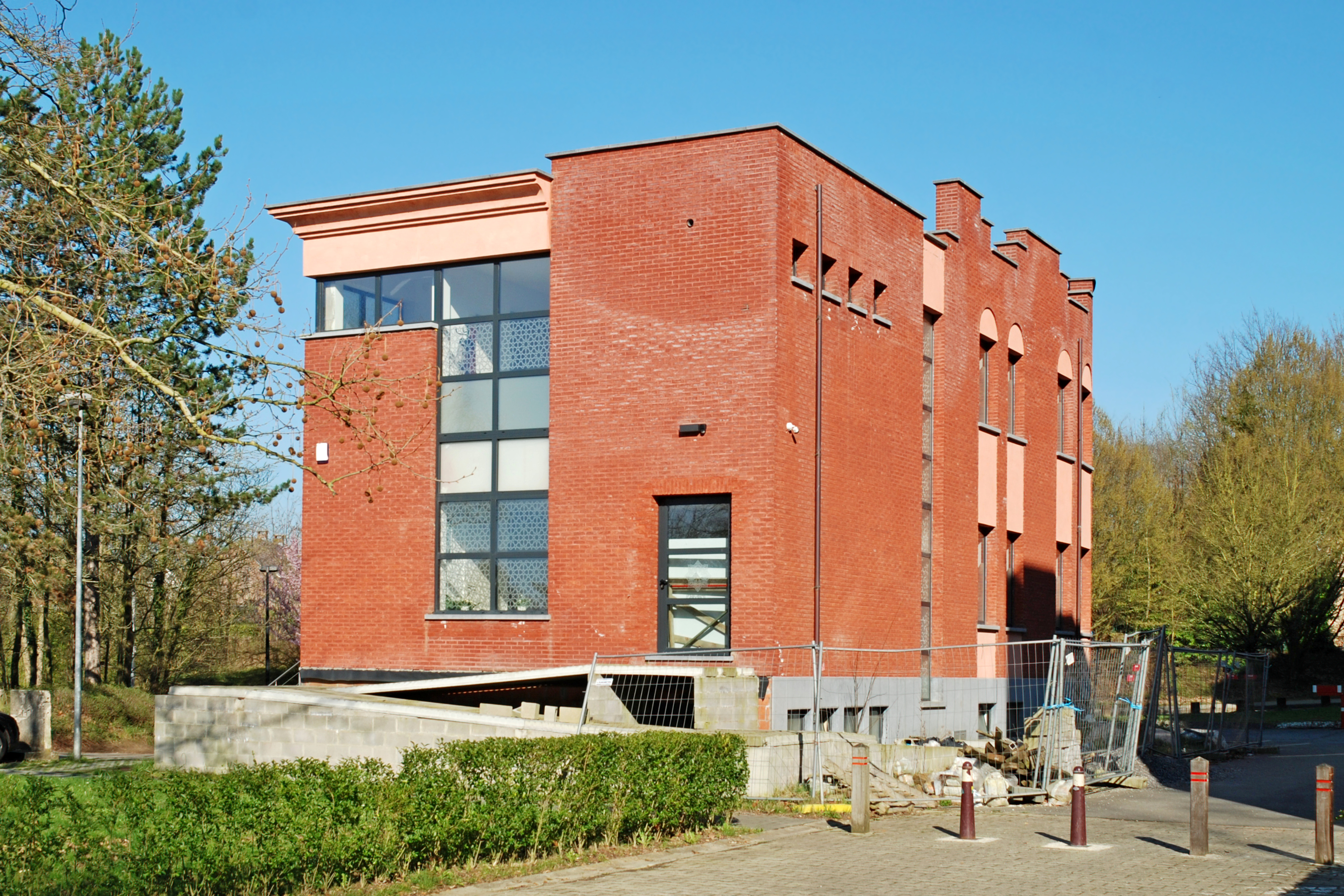
La mosquée vue de l'ouest.

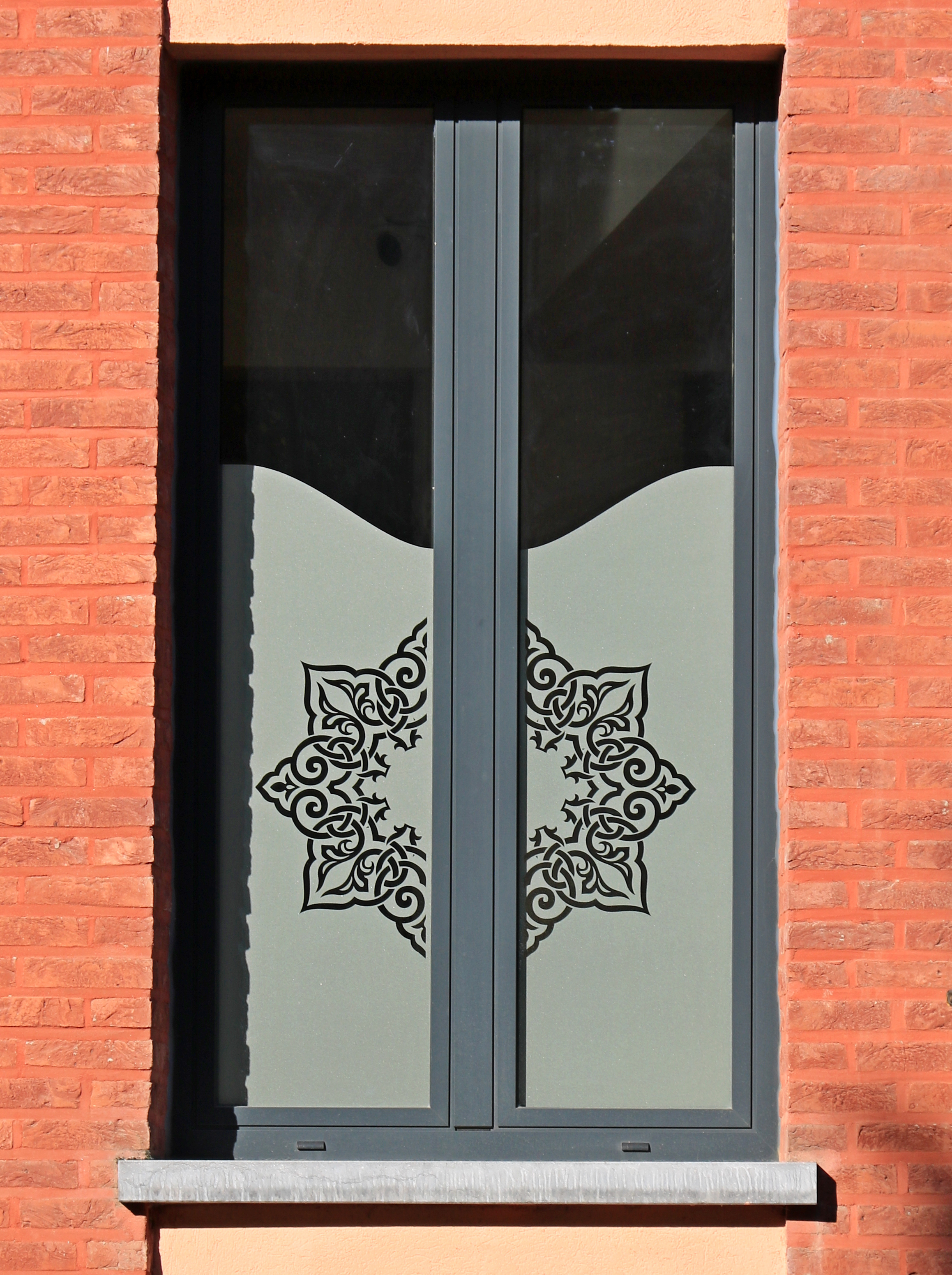
Fenêtre au décor géométrique.

Moderne, discrète et parfaitement intégrée dans l'architecture des lieux,, la mosquée de Louvain-la-Neuve est un bâtiment sur trois niveaux d'environ 700 m2  pouvant accueillir jusqu'à 250 fidèles.
Elle est composée de deux parties. La partie consacrée à la prière, située à l'est, est circulaire, « pour avoir la bonne orientation » et « pour que l'imam puisse se placer au sud-est et le public en oblique, face à lui »,. Cette partie circulaire est prolongée par une partie rectangulaire à l'ouest, qui abrite le hall d'accueil et un large escalier,.
Elle présente des façades de briques rouges sur un soubassement de pierre bleue (petit granit). 
La partie circulaire orientée vers l'est est percée de sept paires de fenêtres rectangulaires au rez-de-chaussée et d'autant de fenêtres à l'étage, chacune étant surmontée d'un tympan plat. Les allèges des fenêtres et les tympans sont couverts d'un enduit de couleur rose. Cette partie est surmontée de structures en gradins évoquant des merlons.
La partie carrée dirigée vers l'ouest est percée de surfaces vitrées plus importantes.
La mosquée, qui ne possède pas de minaret et pas d'appel extérieur à la prière,, combine des éléments qui font référence à l'Orient, comme la couleur des briques et des joints (rouge « Marrakech »), la coupole en cuivre, la corniche qui surplombe les deux entrées et les arcades au dessus des fenêtres, et des éléments modernes, comme le nombre de fenêtres, les châssis en aluminium et les murs-rideaux en verre,.
À l'intérieur, l'édifice comporte une salle de prière pour les hommes (136 m2), une salle de prière pour les femmes en mezzanine (100 m2), deux salles d'ablutions (une pour les hommes et une pour les femmes), une salle polyvalente située sous la salle de prière des hommes et des locaux techniques,,,,. Le président du centre culturel islamique de Louvain-la-Neuve précise que les deux salles de prière « communiquent grâce à une ouverture dans le plafond, de sorte que le prêche de l'imam reste audible sur les deux niveaux. Nous allons prochainement ajouter un système de retransmission vidéo qui permettra à chacun d'avoir une vue sur l'imam ».